# Stockfotografie

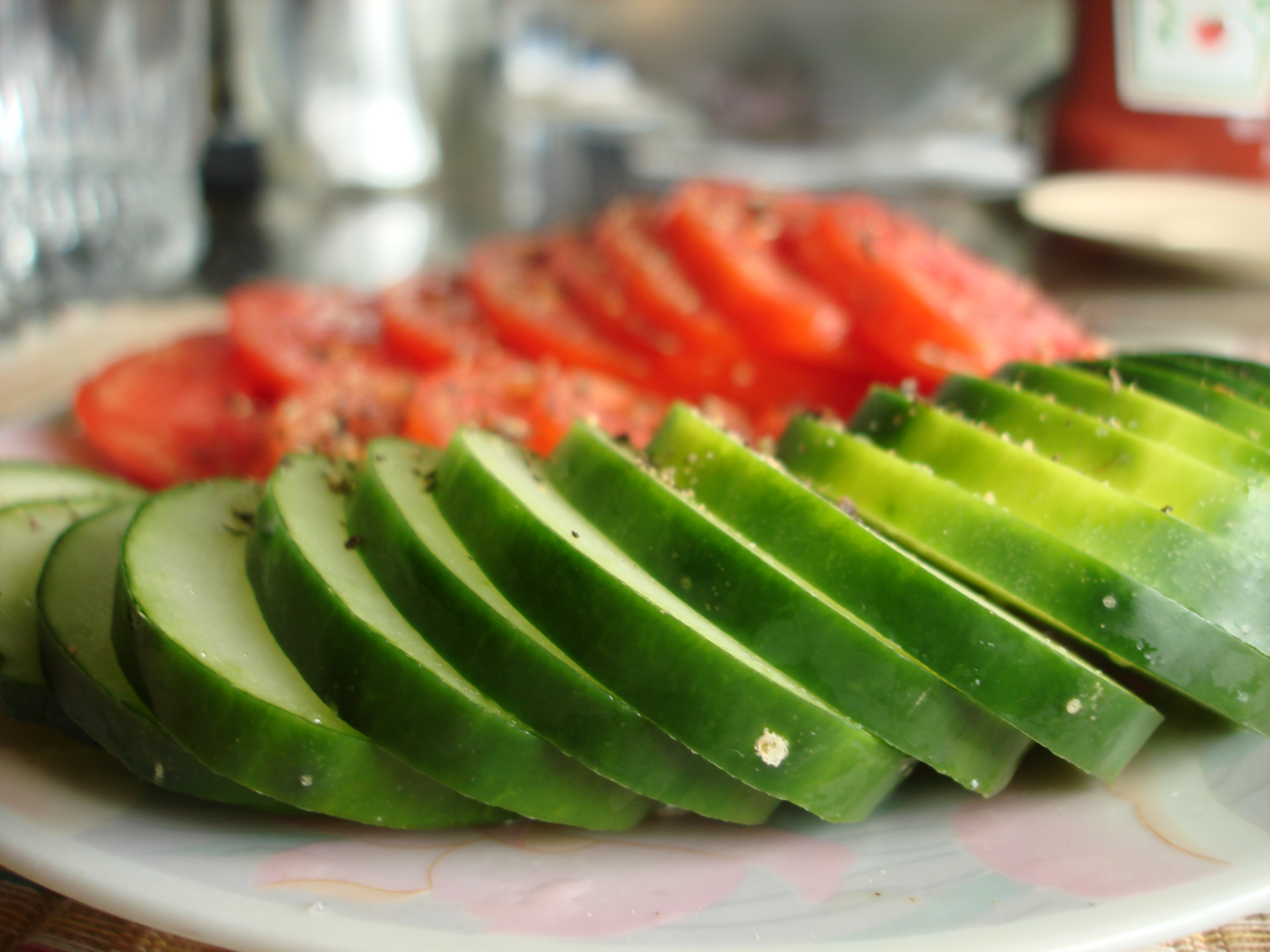
Een stockfoto van gesneden komkommer en tomaat.

Stockfotografie is het gebied van fotografie waar foto's en afbeeldingen worden geproduceerd om op voorraad te hebben. Het tegenovergestelde van stockfotografie is fotografie in opdracht. Het gemaakte beeldmateriaal wordt meestal verspreid en gelicentieerd door een fotobureau. Stock is de Engelstalige benaming voor voorraad.

## Beschrijving
Een stockfoto is een foto die door een fotograaf gemaakt is en via een fotobureau wordt verkocht. Hier kan de foto door meerdere partijen worden gekocht voor gebruik in online of gedrukte media. Wanneer de foto wordt gekocht dan mag deze onder bepaalde voorwaarden worden gebruikt.
Stockfotografie verschilt echter van artistieke fotografie. Zo moeten de foto's commercieel aantrekkelijk zijn voor marketing en grafische ontwerpers om te worden verkocht. Foto's van evenementen met mensen, sportactiviteiten en seizoengebonden thema's worden vaker verkocht worden dan die van zonsondergangen, bloemen en huisdieren.
Er zijn vaak twee manieren waarop stockfotografie wordt verkocht:
1. als een royaltyvrije afbeelding
2. als een afbeelding met beheerde rechten

In het eerste geval wordt de prijs vaak alleen bepaald door de grootte van het beeld. Men mag het beeld dan onbeperkt gebruiken, maar soms zijn er enkele beperkingen. In het tweede geval wordt de prijs voor de licentie berekend volgens het type gebruik, bijvoorbeeld boek, tijdschrift, advertentie of online. Ook speelt de oplage of het bereik soms een rol in de prijsbepaling.

## Voorbeelden
Enkele grote en populaire websites voor stockfotografie zijn:
- 123RF
- Adobe Stock
- Alamy
- Corbis
- Crestock
- Dreamstime
- Getty Images
- iStock
- Shutterstock